# Fawzia Assaad
Pour les articles homonymes, voir Assaad.
Fawzia Assaad est une romancière égyptienne copte, écrivant en français, née Mikail en 1929, morte le 2 octobre 2023 à Genève.

## Biographie
Elle est née au Caire en 1929, dans une famille copte. Elle effectue ses études en Égypte, en français, dans un établissement confessionnel, puis effectue des études supérieures à la Sorbonne, à Paris. Elle obtient un doctorat en philosophie en 1956.
Elle enseigne la philosophie au Caire, à l’Université Ain Shams. Elle a démissionne de ce poste d’enseignante pour suivre son époux, le Docteur Fakhry Assaad, médecin à l'Organisation Mondiale de la Santé(OMS), dans ses déplacements. Elle est ainsi amenée à s’installer à Genève. Elle se consacre alors à l’écriture, publie des articles et des essais philosophiques, puis des romans à parir de 1975. Elle obtient à deux reprises le prix de la Société des écrivains de Genève,. Ses romans décrivent  la société égyptienne, la continuité d'une identité égyptienne de l'Antiquité à nos jours, et  les relations subtiles entre musulmans et coptes, se méfiant de tout cloisonnement identitaire et religieux,. Elle représente le PEN club international à la Commission des Droits de l’Homme pour la défense de la liberté d’expression.
Elle meurt en octobre 2023 à Genève.

## Principaux ouvrages
Elle a écrit plusieurs ouvrages et articles à des essais philosophiques, consacrés par exemple à Søren Kierkegaard ou à Friedrich Nietzsche, tel Préfigurations égyptiennes de la pensée de Nietzsche : essai philosophique, publié en 1986 aux Éditions L'Âge d'Homme, mais est surtout connue, à partir du milieu des années 1970, pour ses œuvres de fiction.
Son premier roman, publié en 1975, s’intitule L’Égyptienne, et il est en partie autobiographique. L’héroïne, Laïla, est une jeune femme égyptienne, partagée à la fois entre le respect des traditions et de l’histoire de son pays, et un désir d’émancipation. « Quand on est née moustique d'ancêtres géants », écrit-elle, « on a tout intérêt à laisser les ancêtres, comme l'obélisque de la place de la Concorde, à l'humanité tout entière ». Cette héroïne copte se montre également très proche de ses compagnes musulmanes, puis de son mari musulman, et solidaire des épreuves que subit son pays, bien qu’en subissant quelquefois les contrecoups : débarquant à Paris en 1957, elle est chassée de son logement par la logeuse pour lui apprendre « à nationaliser le canal après avoir causé tant d'ennuis en Algérie »,.
En 1987, elle publie Des enfants et des chats, qui évoque une femme et sa demi-sœur, maudite en raison de l’adultère de sa mère.  En 1992 paraît La Grande Maison de Louxor, relatant l’histoire d’une famille copte sur plus de deux siècles. Hatshepsout, femme pharaon, en 2000, puis en 2004 Alham et les Éboueurs du Caire.